# Scharmerbemalingswaterschap
Het Scharmerbemalingswaterschap is een voormalig waterschap in de Nederlandse provincie Groningen.
Het schap werd opgericht om de afwatering van de Rozenburgerpolder, de Scharmerlaagveenontginning en de Tepperpolder te verbeteren.
Waterstaatkundig gezien ligt het gebied sinds 2000 binnen dat van het waterschap Hunze en Aa's.